# Hubneria hilaris
Hubneria hilaris là một loài ruồi trong họ Tachinidae.